# Ventifact Knobs
Die Ventifact Knobs (englisch für Windkanterknubbel) sind eine Gruppe von 3 bis 6 m hohen Hügeln im ostantarktischen Viktorialand. Im Taylor Valley ragen sie östlich des Bonneysees auf. Sie bestehen aus gehärtetem und mit glazialem Geschiebe bedecktem Lehm, der zahlreiche Windkanter enthält.
Der US-amerikanische Geologe und Glaziologe Troy L. Péwé (1918–1999) erkundete sie im Dezember 1957 und gab ihnen ihren deskriptiven Namen.